# Salto (informática)
La rama o salto es un punto de un programa informático donde el flujo del programa se ve alterado. Los términos de salto o rama suelen utilizarse para referirse a programas escritos en lenguaje máquina o en lenguaje ensamblador; en los lenguajes de alto nivel, los saltos normalmente toman la forma de sentencias condicionales, llamadas a subrutinas o sentencias GOTO. Una instrucción que causa un salto (llamada evidentemente instrucción de salto), puede ser efectiva o no efectiva: si el salto no es efectivo, el flujo de programa no cambia y la siguiente instrucción en ser ejecutada es la inmediatamente posterior en el código; si resulta efectivo, la siguiente instrucción ejecutada será aquella marcada como destino del salto. Principalmente hay dos formas de instrucción de salto: el salto condicional que puede ser efectivo o no según una determinada condición, como por ejemplo el contenido de algún registro de la CPU; y el salto incondicional que siempre se realiza.

## Ejemplos
- Lenguaje ensamblador Intel

Salto incondicional
```
jmp 0x00100000
jmp ETIQUETA
```

Salto condicional
```
jz 0x00100000
JNE ETIQUETA
```